# Sturnia pagodarum
Sturnia pagodarum é uma espécie de passeriforme da família Sturnidae. É geralmente visto em pares ou em pequenos bandos em habitats abertos nas planícies do subcontinente indiano.